# Prix de la critique pour la meilleure fiction court et moyen métrage
Le Prix du court et moyen métrage a été créé en 1978 par l'Association québécoise des critiques de cinéma (AQCC).
Ce prix vise à promouvoir la production et la diffusion de court et moyen métrages dans le cinéma québécois. En 1986, les membres de l'AQCC divisent le prix en deux et créent le prix Normande-Juneau (pour le court métrage) et le prix André-Leroux (pour le moyen métrage).

## Lauréats
- 1979 - Au bout du doute, Laurier Bonin
- 1980 - Le petit pays, Bertrand Langlois
- 1981 -  Non attribué
- 1982 - Les bleus la nuit, Daniel Rancourt
- 1983 - Marc-Aurèle Fortin, André Gladu
- 1983 - Journal inachevé, Marilú Mallet
- 1984 - Chants et danses du monde inanimé - le métro, Pierre Hébert
- 1985 - Une guerre dans mon jardin, Diane Létourneau
- 1985 - Téléphone, Luce Roy